# Curraghbinny

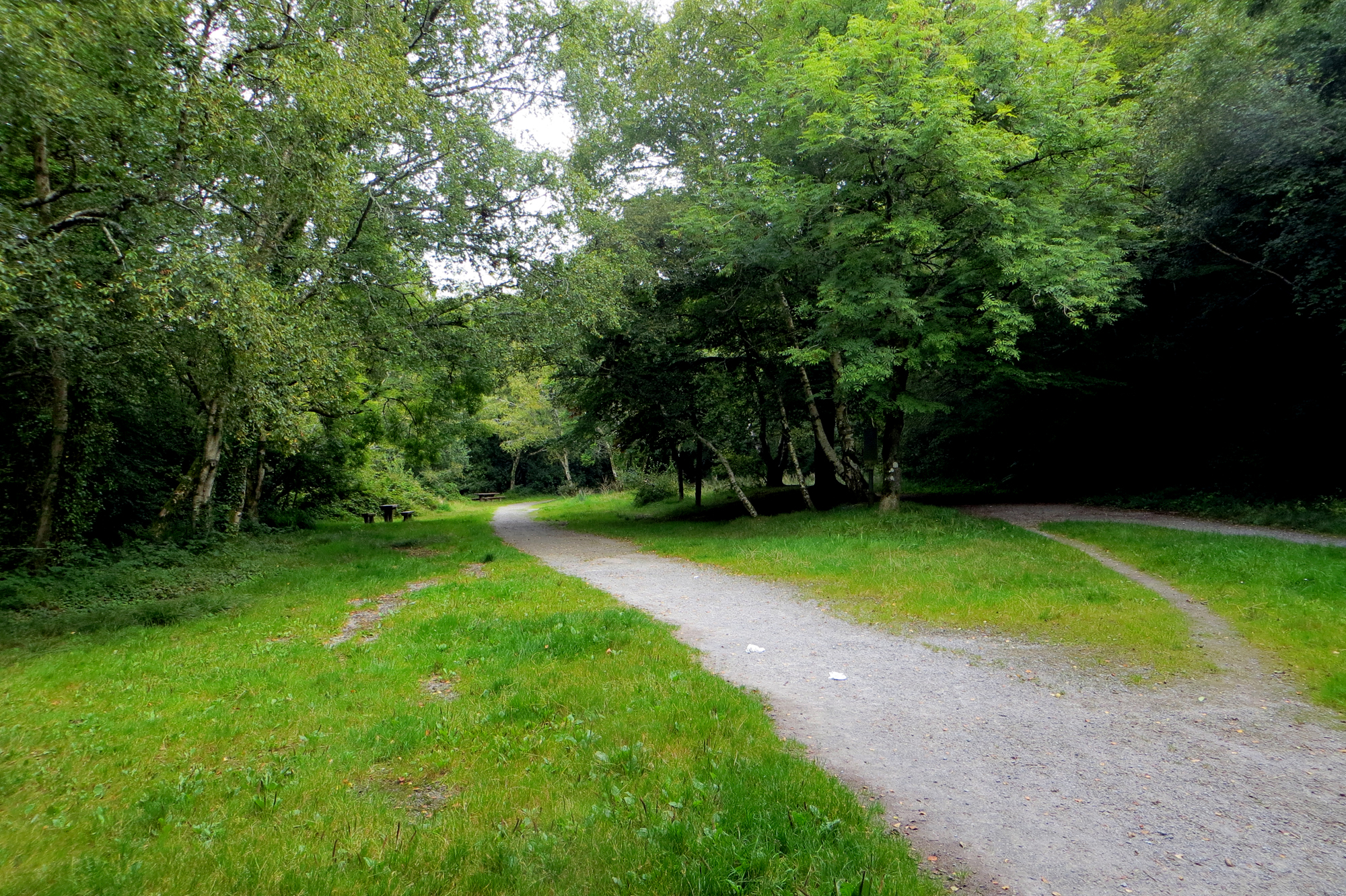
El bosque de Curraghbinny

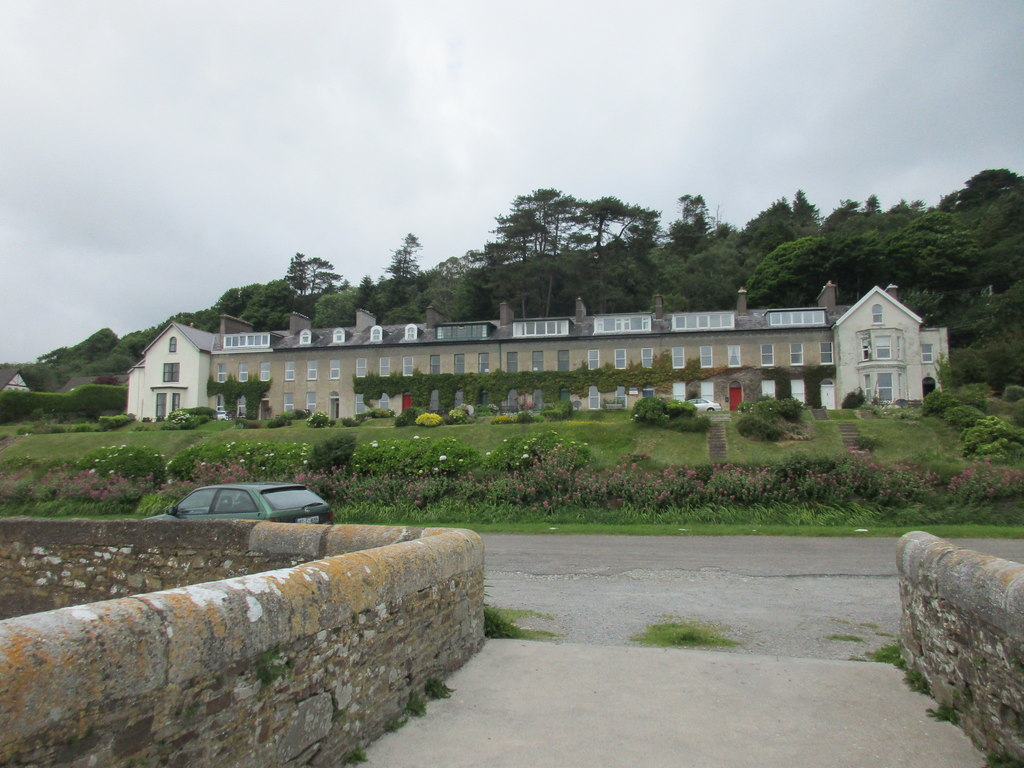
La Terraza, Curraghbinny

Curraghbinny (en irlandés: Corra Binne), también a veces escrito Currabinny o Currabinney, es una Townland en el condado de Cork, Irlanda. Situado en el puerto de Cork cerca de Ringaskiddy y con una superficie de 2,4 kilómetros cuadrados (240 ha), es un towland en la baronía de Kerrycurrihy. Según el censo de 2011, Curraghbinny tenía una población de 155 personas.
La reserva de aves Lough Beg y el bosque Curraghbinny se encuentran en la zona. El bosque de Curraghbinny, una zona boscosa de aproximadamente 35 hectáreas (86,5 acre), contiene los restos de un túmulo de la Edad del Bronce que se conoce localmente como la "tumba del gigante". El túmulo, que fue objeto de una excavación en la década de 1930 (durante la cual se encontraron restos humanos incinerados y un anillo de bronce), fue restaurado en la década de 1990. Hay una placa al político irlandés-canadiense, William Warren Baldwin, dentro del bosque.
Hay una gran planta de fabricación de productos farmacéuticos, que fue adquirida por Thermo Fisher Scientific a GlaxoSmithKline por 90 millones de euros en 2019, en Curraghbinny.